# تولواپتان فسفات
تولواپتان فسفات (انگلیسی: Tolvaptan phosphate) دارویی است که برای درمان ادم قلبی به کار می‌رود. این ماده یک پیش‌داروی تولواپتان است که به عنوان نمک تولواپتان سدیم فسفات برای تجویز داخل وریدی فرموله شده است. تولواپتان فسفات پس از تجویز در بدن انسان به داروی فعال تولواپتان تبدیل می‌شود.